# Río Pachacayo
Der Río Pachacayo, im Oberlauf Río Huaylacancha und Río Cochas, ist ein 63,5 km langer rechter Nebenfluss des Río Mantaro in den Provinzen Jauja und Yauli in der Region Junín in West-Peru.

## Flusslauf
Der Río Pachacayo entspringt in der Cordillera Huarochirí. Der Fluss wird von einem Gletscher an der Südflanke des 5700 m hohen Antachaire gespeist. Das Quellgebiet liegt auf einer Höhe von etwa 4800 m im Distrikt Suitucancha. Der Río Pachacayo fließt anfangs nach Osten. Dabei durchquert er die Gletscherrandseen Lago Azulcocha, Laguna Carhuacocha und Laguna Huaylacancha. Diese sind wie weitere Seen in der Quellregion abflussreguliert. Ab Flusskilometer 32 wendet sich der Fluss anfangs in Richtung Ostnordost, wenig später in Richtung Nordnordost und nach Norden. Bei Flusskilometer 11 trifft der Río Piñascochas von links auf den Río Pachacayo. Oberhalb dessen Mündung durchquert der Río Piñascochas die Schlucht Cañon del Shujto. Im Unterlauf fließt der Río Pachacayo in Richtung Nordnordost. Er passiert bei Flusskilometer 4,5 die am rechten Flussufer gelegene Ortschaft Canchayllo. Zwei Kilometer oberhalb der Mündung befindet sich am linken Flussufer der Ort Pachacayo. Der Fluss mündet schließlich unterhalb von San Juan de Pachacayo in den Río Mantaro. Die Mündung liegt auf einer Höhe von etwa 3530 m.

## Einzugsgebiet
Der Río Pachacayo entwässert ein Areal von etwa 845 km² an der Ostflanke der Cordillera Huarochirí. Das Einzugsgebiet des Río Pachacayo bildet den nördlichen Teil des Landschaftsschutzgebietes Reserva Paisajística Nor Yauyos Cochas und liegt mit Ausnahme des Quellgebietes im Distrikt Canchayllo. Es grenzt im Norden an die Einzugsgebiete von Río Huari und Río Yauli, im Westen an die der Flüsse Río Rímac, Río Mala und Río Cañete sowie im Osten an das des Río Cunas.

## Wasserkraftnutzung
Unterhalb der Einmündung des Río Piñascochas befindet sich ein Wehr  mit zwei Absetzbecken rechterhand. Von dort wird ein Großteil des Wassers über einen 4711 m langen Tunnel und einer anschließenden 128 m langen Druckleitung (Durchmesser 1,8 m) zum Wasserkraftwerk Canchayllo  geführt. Dieses befindet sich 6 Kilometer oberhalb der Mündung des Río Pachacayo. Das Anfang 2015 in Betrieb genommene Wasserkraftwerk besitzt zwei horizontal gerichtete Francis-Turbinen mit einer Gesamtleistung von 5,264 MW. Es befindet sich auf einer Höhe von 3639 m. Die Netto-Fallhöhe beträgt 85,18 m, die Ausbauwassermenge liegt bei 7 m³/s.